# Paroisse de Northfield
Pour les articles homonymes, voir Northfield.
La paroisse de Northfield est à la fois une paroisse civile et un ancien district de services locaux (DSL) canadien du comté de Sunbury, située au sud du Nouveau-Brunswick. Dans le cadre de la réforme de la gouvernance locale du 1er janvier 2023, le territoire du DSL a été réparti entre le vilage de Grand Lake et le district rural de la Région-de-la-capitale.

## Toponyme
La paroisse de Northfield est nommée ainsi parce qu'elle formait autrefois la partie nord de la paroisse de Sheffield.

## Géographie

### Situation
La paroisse de Northfield se trouve dans le comté de Sunbury, à 68 kilomètres de route au nord-est de Fredericton et à 137 km au sud-ouest de Miramichi.

### Hameaux et lieux-dits
La paroisse comprend les hameaux de Hardwood Ridge, Humphreys Corner, New Avon, New England, New Zion, North Forks et Slope Road.

## Histoire
En 1825, le territoire est touché par les Grands feux de la Miramichi, qui dévastent entre 10 000 km2 et 20 000 km2 dans le centre et le nord-est de la province et tuent en tout plus de 280 personnes,. New Zion est fondé vers 1860, à la suite de l'expansion des localités environnantes.
La paroisse de Northfield est érigée en 1857 et peuplée par des immigrants Irlandais ainsi que des Néo-brunswickois surtout originaires du Grand Lac.
La municipalité du comté de Sunbury est dissoute en 1966. La paroisse de Northfield devient un district de services locaux en 1967.
| 2001 | 2006 | 2011 | 2016 |
| ---- | ---- | ---- | ---- |
| 728  | 729  | 643  | 620  |

## Économie
Entreprise Central NB, membre du Réseau Entreprise, a la responsabilité du développement économique.

## Administration

### Commission de services régionaux
La paroisse de Northfield fait partie de la Région 11, une commission de services régionaux (CSR) devant commencer officiellement ses activités le 1er janvier 2013. Contrairement aux municipalités, les DSL sont représentés au conseil par un nombre de représentants proportionnel à leur population et leur assiette fiscale. Ces représentants sont élus par les présidents des DSL mais sont nommés par le gouvernement s'il n'y a pas assez de présidents en fonction. Les services obligatoirement offerts par les CSR sont l'aménagement régional, l'aménagement local dans le cas des DSL, la gestion des déchets solides, la planification des mesures d'urgence ainsi que la collaboration en matière de services de police, la planification et le partage des coûts des infrastructures régionales de sport, de loisirs et de culture; d'autres services pourraient s'ajouter à cette liste.

### Représentation et tendances politiques
Nouveau-Brunswick: Northfield fait partie de la circonscription provinciale de Grand Lake-Gagetown, qui est représentée à l'Assemblée législative du Nouveau-Brunswick par Ross Wetmore, du Parti progressiste-conservateur. Il fut élu lors de l'élection de 2010.
 Canada: Northfield fait partie de la circonscription fédérale de Fredericton. Cette circonscription est représentée à la Chambre des communes du Canada par Keith Ashfield, du Parti conservateur.

## Vivre dans la paroisse de Northfield
Le DSL est inclus dans le territoire du sous-district 10 du district scolaire Francophone Sud. Les écoles francophones les plus proches sont à Fredericton et Oromocto alors que les établissements d'enseignement supérieurs les plus proches sont dans le Grand Moncton.
Northfield bénéficie du club de golf Ridgeview Greens, un parcours de 9 trous. Le bureau de poste et le détachement de la Gendarmerie royale du Canada le plus proche est à Minto.
Les quotidiens anglophones sont le Telegraph-Journal, publié à Saint-Jean, et The Daily Gleaner, de Fredericton. Les francophones bénéficient quant à eux du quotidien L'Acadie nouvelle, publié à Caraquet et de l'hebdomadaire L'Étoile, de Dieppe.